# Andrea Savaresi
Andrea Biaggio Pasquale Ignazio Maria Savaresi, né le 1er février 1762 à Naples et mort le 2 mars 1810 dans la même ville, est un médecin, naturaliste et minéralogiste napolitain. Il est le frère ainé d'Antonio Savaresi

## Biographie
Andrea Savaresi naît à Naples, dans le quartier de Chiaja. Ses parents sont Francesco Savaresi et Elena Cecere. Il étudie la langue latine, suit un cours de philosophie, et étudie enfin  les mathématiques. A l'université de Naples Federico II, il commence à étudier la médecine. De nombreux membres de sa famille étaient des médecins, parmi lesquels son frère Antonio. Il suit des cours privés d'anatomie et de chirurgie, mais apprécie toujours les mathématiques et l'astronomie. Dans les années qui suivent, il se perfectionne dans tous les domaines des sciences, mais surtout en médecine. De 1784 à 1789, il écrit des mémoires sur la médecine et sur la chimie qui, aujourd'hui, ne sont pas encore publiés. Il donne aussi des cours privés de chimie et de médecine. Il écrit pour le dictionnaire de chimie de l'époque.
En 1789, Savaresi part pour un voyage d'études en Allemagne, en Angleterre et en France, accompagné par cinq collègues : Carmine Antonio Lippi, Giovanni Faicchio, Giuseppe Melograni, Vincenzo Raimondini et Matteo Tondi. Il étudie la métallurgie, le minéralogie et la physique des sols. En 1789, on le fait venir à Salerne, dans le but d'améliorer l'exploitation de la carrière de  Giffoni. Dans les mêmes années, en Calabre, en collaboration avec les collègues susmentionnés, ils modernisent l'usine métallurgique. Il supervise la Fabrique d'armes de Mongiana, la Ferdinandea et la ferronnerie de Stilo. De plus, on lui commande, avec son collègue et ami Vincenzo Raimondini, de dessiner des cartes des provinces de Calabre Ulteriore. Ils dressent la carte géologique du royaume des Deux-Siciles. Avant sa mort en 1810, il retrouve le poste de Commissaire de l'administration de la poudrière de Torre Annunziata.